# Opperste Sovjet van de Turkmeense Socialistische Sovjetrepubliek
De Opperste Sovjet van de Turkmeense Socialistische Sovjetrepubliek (Turkmeens: Түркменистан ССР Ёкары Советы, Türkmenistan SSR Ýokary Sowety) was de benaming van de opperste sovjet (wetgevende vergadering met bepaalde uitvoerende bevoegdheden) van genoemde sovjetrepubliek en bestond van 1938 tot 1992. In laatstgenoemd jaar werd zij vervangen door de Mejlis van Turkmenistan (die louter wetgevende bevoegdheden kent). Verkiezingen voor de Opperste Sovjet vonden om de vier jaar plaats en het parlement kwam twee sessies per jaar bijeen. De laatste verkiezingen voor de Opperste Sovjet vonden in 1990 plaats.
Tussen de zittingen van de Opperste Sovjet in, nam het Presidium van de Opperste Sovjet het dagelijks bestuur waar. De voorzitter van het Presidium was het hoofd van de Turkmeense SSR. Het Presidium werd in 1990 ontbonden en de bevoegdheden van de voorzitter van het Presidium werden overgeheveld naar de voorzitter van de Opperste Sovjet.

## Voorzitters (van het Presidium) van de Opperste Sovjet van de Turkmeense SSR
| Voorzitter                                                              | Begin termijn    | Einde termijn    |
| ----------------------------------------------------------------------- | ---------------- | ---------------- |
| Chivali Babev                                                           | 26 juli 1938     | januari 1942     |
| Allaberdi Berdyev                                                       | 27 januari 1942  | 6 maart 1948     |
| Akmamed Sarjev                                                          | 6 maart 1948     | 30 maart 1959    |
| Noerberdi Bajramov                                                      | 30 maart 1959    | 26 maart 1963    |
| Annamoehammed Klitsjev                                                  | 26 maart 1963    | 15 december 1978 |
| Balli Jachoelijev                                                       | 15 december 1978 | 13 augustus 1988 |
| Roza Bazarova                                                           | 13 augustus 1988 | 18 januari 1990  |
| Saparmoerat Niazov(a)                                                   | 18 januari 1990  | 2 november 1990  |
| Sachat Moeradov(a), (b)                                                 | 2 november 1990  | 1992             |
| (a): Voorzitter Opperste Sovjet; (b): Nadien, eerste voorzitter Mejlis. |                  |                  |